# Circuit de Battersea Park
Le circuit de Battersea Park est un circuit automobile temporaire empruntant les rues de la capitale du Royaume-Uni, Londres. Il a accueilli à deux reprises l’ePrix de Londres comptant pour le championnat de Formule E FIA.

## Historique
Le premier ePrix s'y est tenu le 27 juin 2015. Le deuxième et dernier ePrix a eu lieu le 3 juillet 2016, tous les ePrix ont eu lieu en double manche.

## Description

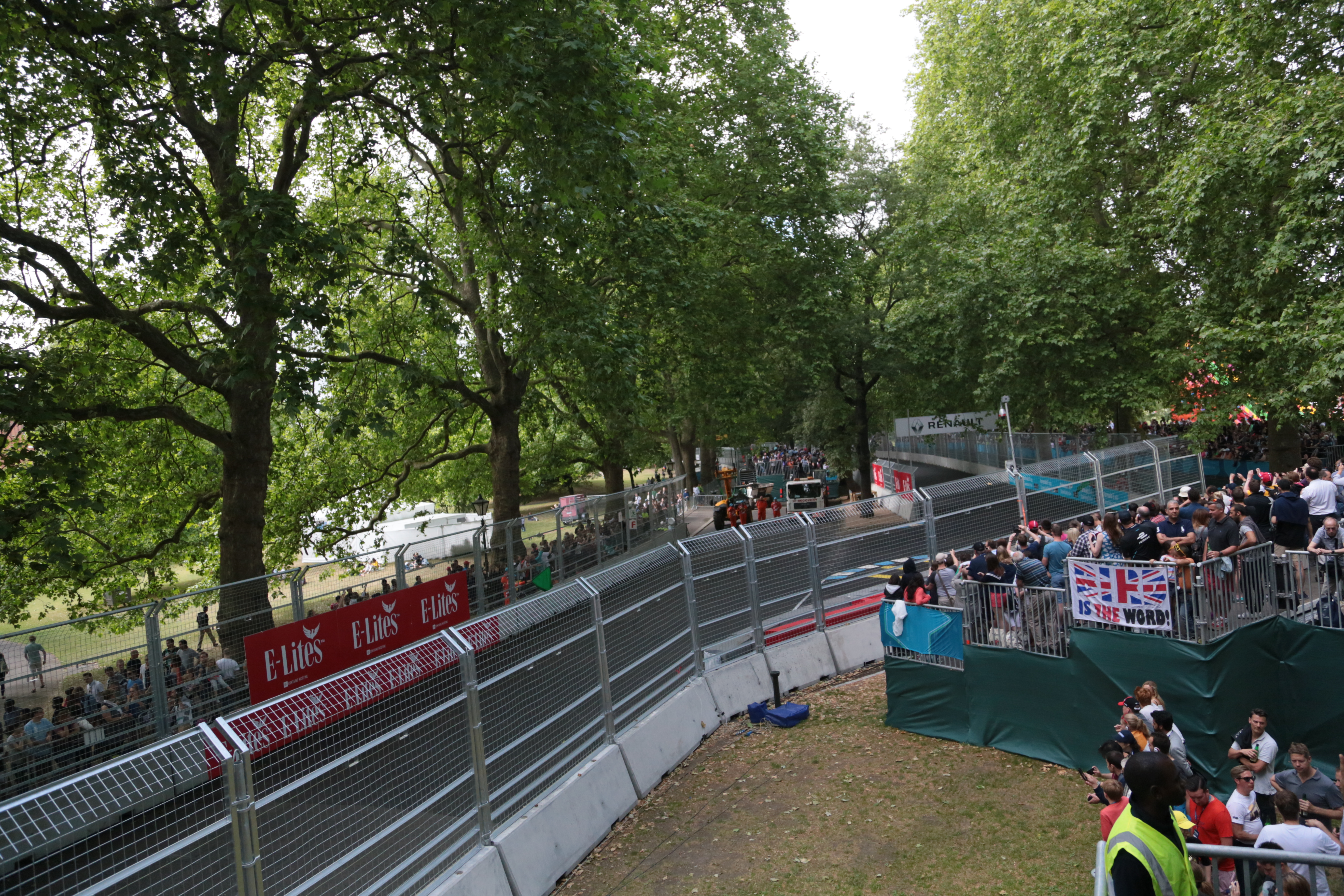
Une partie du circuit.

Le tracé est composé de 17 virages et est long de 2,922 km.
Le circuit se situe dans le Battersea Park, à Londres, la ligne de départ-arrivé se situe sur la rue Carriage Drive North, elle se situe à seulement 50 mètres de la Tamise, après le troisième virage, le circuit se dirige vers la rue Carriage Drive West.
La droit se poursuit avec plusieurs chicanes jusqu’au virages 8 où ils seront dirigés vers la rue Carriage Drive South, là il y a aussi des chicanes, puis après la longue courbe 13, qui contourne un étang, le tracé utilise la rue Carriage Drive East, la droite est interrompue par une chicane, où se situe aussi l’entrée des stands, après le dernier virage, les voitures seront de nouveau envoyées sur la rue Carriage Drive North pour terminer le tour, la sortie des stands se trouve après le virage 17.